# Les Filles du Roy
Pour les jeunes femmes envoyées en Nouvelle-France pour s'y marier entre 1663 et 1673, voir Filles du Roi
Pour plus de détails, voir Fiche technique et Distribution.
Les Filles du Roy (parfois orthographié Les Filles du Roi) est un film documentaire canadien réalisé par Anne Claire Poirier, sorti en 1974.

## Synopsis
Le film est construit autour d’un monologue sur deux siècles d’Histoire du Québec vus par les femmes.
« Toi » : les hommes sont venus chercher l’aventure, ont pris possession des terres, de leurs richesses, des femmes indigènes. « Moi » : les femmes sont venues plus tard pour faire leurs épouses, « robustes, vaillantes, de bonnes mœurs, d’aspect agréable ». Ce sont les filles du Roy, amenées comme telles en 1760.
La place de la plupart d'entre elles était à la maison, tandis que l’homme courait l’aventure : faire des fils, faire leurs épouses, nourrir, laver…
Certaines ont été « sorcières » et exécutées comme telles.
D’autres ont fini en prison pour s’être prostitué ou avoir avorté, pendant que les hommes qui ont usé d’elles se vantent librement du nombre de femmes qu’ils ont séduites.
D’autres sont religieuses, et leurs coules et leurs voiles traversent le film comme un leitmotiv.
Pourtant, pendant les guerres mondiales, on n'a pas craint de faire appel à elles pour remplacer au travail les hommes partis là encore « à l’aventure ».
Quelques femmes se réunissent autour de photos qu’elles commentent en regrettant que seuls les hommes soient seuls considérés dans l’Histoire et que leurs mères ou les grands-mères en aient été gommées.
Plus récemment, les femmes ont bien quitté la maison, pas pour faire ce qu’elles voulaient, mais par nécessité : serveuses, opératrices de saisie, couturières…
Ou encore strip-teaseuses, pour rassurer les hommes sur le fait qu’ils sont bien des hommes.
Toutes sont bien restées des filles du Roy, au service des hommes. Elles voudraient qu’enfin ils les regardent, pour ce qu’elles sont. 

## Fiche technique
- Titre original : Les Filles du Roy (au générique : les filles du Roy)
- Autre titre : Les Filles du roi (orthographe alternative)
- Titre anglais : They Called Us 'Les Filles du Roy'
- Réalisation : Anne Claire Poirier
- Scénario : Marthe Blackburn, avec la collaboration de Jeanne Morazain et Anne Claire Poirier
- Photographie : Georges Dufaux
- Son : Joseph Champagne
- Montage : Claire Boyer
- Musique et trame sonore : Maurice Blackburn
- Animation : Jean-Thomas Bédard (sous le nom de Jean Bédard au générique)
- Production : Anne Claire Poirier et Jean-Marc Garand

## Distribution
- Narration : Dyne Mousso
- Interprète : Danielle Ouimet
- Anne Claire Poirier
- Marie-Josée da Silva
- Katherine Deer
- Monique Fortier
- Suzanne Gervais
- Hélène Girard
- Berthe Latraverse-Poirier
- Nicole Lebreton